# 2001-es UEFA-bajnokok ligája-döntő
A 2001-es UEFA-bajnokok ligája-döntő az európai labdarúgó-klubcsapatok legrangosabb tornájának 9., jogelődjeivel együttvéve a 46. döntője volt, mely 2001. május 23-án került megrendezésre a milánói San Siro-ban.
A döntőben a német Bayern München és a spanyol Valencia találkozott. A mérkőzést 1–1-es rendes játékidőt és hosszabbítást követően tizenegyesrúgásokkal 5–4 arányban a Bayern München nyerte meg.

## A döntő részletei
| 2001. május 23. 20:45 (CET) |

| Bayern München                                                 | 1–1 (h. u.)     | Valencia                                                       |
| -------------------------------------------------------------- | --------------- | -------------------------------------------------------------- |
| Effenberg 50' (11-esből)                                       | (0–1, 1–1, 1–1) | Mendieta 2' (11-esből)                                         |
| Büntetőpárbaj                                                  |                 |                                                                |
| Sérgio Salihamidžić Zickler Andersson Effenberg Lizarazu Linke | 5–4             | Mendieta Carew Zahovič Carboni Baraja Kily González Pellegrino |

| San Siro, Milánó Nézőszám: 71 500 Játékvezető: Dick Jol (holland) |

| Csapatszínek   | Csapatszínek | Csapatszínek |
| Csapatszínek   |              |              |
| Csapatszínek   |              |              |
|                |              |              |
| Bayern München |              |              |

| Csapatszínek | Csapatszínek | Csapatszínek |
| Csapatszínek |              |              |
| Csapatszínek |              |              |
|              |              |              |
| Valencia     |              |              |

| Bayern München: |    |                        |
|                 |    |                        |
| GK              | 1  | Oliver Kahn            |
| RWB             | 2  | Willy Sagnol 46'       |
| CB              | 4  | Samuel Kuffour         |
| CB              | 5  | Patrik Andersson 38'   |
| CB              | 25 | Thomas Linke           |
| LWB             | 3  | Bixente Lizarazu       |
| CM              | 23 | Owen Hargreaves        |
| CM              | 11 | Stefan Effenberg (C)   |
| AM              | 20 | Hasan Salihamidžić     |
| AM              | 7  | Mehmet Scholl 39' 108' |
| CF              | 9  | Élber Giovane 100'     |
| Cserék:         |    |                        |
| GK              | 22 | Bernd Dreher           |
| MF              | 10 | Ciriaco Sforza         |
| MF              | 18 | Michael Tarnat         |
| FW              | 13 | Paulo Sérgio 108'      |
| FW              | 19 | Carsten Jancker 46'    |
| FW              | 21 | Alexander Zickler 100' |
| FW              | 24 | Roque Santa Cruz       |
| Vezetőedző:     |    |                        |
| Ottmar Hitzfeld |    |                        |

| Valencia:    |    |                     |
|              |    |                     |
| GK           | 1  | Santiago Cañizares  |
| RB           | 20 | Jocelyn Angloma     |
| CB           | 12 | Roberto Ayala 90'   |
| CB           | 2  | Mauricio Pellegrino |
| LB           | 15 | Amedeo Carboni 25'  |
| DM           | 19 | Rubén Baraja        |
| RM           | 6  | Gaizka Mendieta (C) |
| LM           | 18 | Kily González 116'  |
| AM           | 35 | Pablo Aimar 46'     |
| FW           | 7  | John Carew          |
| FW           | 17 | Juan Sánchez 66'    |
| Cserék:      |    |                     |
| GK           | 25 | Andrés Palop        |
| DF           | 5  | Miroslav Đukić 90'  |
| DF           | 16 | Fábio Aurélio       |
| MF           | 4  | Didier Deschamps    |
| MF           | 8  | Zlatko Zahovič 66'  |
| MF           | 14 | Vicente             |
| MF           | 23 | David Albelda 46'   |
| Vezetőedző:  |    |                     |
| Héctor Cúper |    |                     |

| A mérkőzés játékosa: Oliver Kahn (Bayern München) Asszisztensek: Negyedik játékvezető: |

| A 2000–01-es UEFA-bajnokok ligája győztese |
| Bayern München 4. cím                      |
| ← 1999–00 Real Madrid                      |
| Real Madrid 2001–02 →                      |